# Пачинка (Сілезьке воєводство)
Пачинка (пол. Paczynka) — село в Польщі, у гміні Тошек Гливицького повіту Сілезького воєводства.
Населення — 54 особи (2011).
У 1975—1998 роках село належало до Катовицького воєводства.

## Демографія
Демографічна структура станом на 31 березня 2011 року:
|          | Загалом | Допрацездатний вік | Працездатний вік | Постпрацездатний вік |
| -------- | ------- | ------------------ | ---------------- | -------------------- |
| Чоловіки | 27      | 2                  | 21               | 4                    |
| Жінки    | 27      | 2                  | 18               | 7                    |
| Разом    | 54      | 4                  | 39               | 11                   |